# Jagdgeschwader 20
20-та винищувальна ескадра (нім. Jagdgeschwader 20 (JG 20) — винищувальна ескадра Люфтваффе, що існувала у складі повітряних сил вермахту на початку Другої світової війни. JG 20 засновано 15 липня 1939 року в Деберіці, до складу якого входила одна група та дві ескадрильї. 3-тя ескадрилья («штаффель») додана 5 листопада 1939 року в Бранденбурзі-Брісті. 4 липня 1940 року єдина група була перейменована в 3-ю групу Jagdgeschwader 51 (III./JG 51). Під час битви за Францію вона була підпорядкована 2-му повітряному флоту.

## Історія з'єднання
I. група JG 20 була сформована 15 липня 1939 року в Деберіці. Штабу ескадри чи інших груп не існувало. Частина була оснащена Messerschmitt Bf 109E.
Під час німецького вторгнення до Польщі ескадра була розгорнута в Центральній Німеччині для захисту від ймовірного вторгнення авіації противника зі сходу та заходу. Він підпорядковувався 4-му люфтгаукомандуванню (нім. Luftgaukommando IV) 1-го повітряного флоту. Коли 10 травня 1940 року почалася Західна кампанія, ескадра входила до складу 2-го винищувального командування 2-го флоту.
4 липня 1940 року I. група була передана 51-му винищувальному крилу, утворивши III. авіагрупу, припинивши своє існування.

## Командування

### Командири I./JG 20
- майор Зігфрид Леманн (15 липня — 18 вересня 1939)
- гауптман Йоганнес Траутлофт (19 вересня 1939 — 3 липня 1940)

## Основні райони базування 20-ї винищувальної ескадри

### Основні райони базування I./JG 20
| 15 липня — 26 серпня 1939         | Деберіц           | Luftgau-Kommando III | Bf 109E |
| 26 серпня — 1 вересня 1939        | Штраусберг        |                      | Bf 109E |
| 1 — 9 вересня 1939                | Шпроттау          | Luftgau-Kommando IV  | Bf 109E |
| 9 вересня — 6 листопада 1939      | Бранденбург-Бріст |                      | Bf 109E |
| 6 листопада 1939 — 21 лютого 1940 | Деберіц           | Luftgau-Kommando III | Bf 109E |
| 21 лютого — 16 травня 1940        | Беннінггардт      | Jafü 2               | Bf 109E |
| 16 — 20 травня 1940               | Ейндговен         | Jafü 2               | Bf 109E |
| 20 — 29 травня 1940               | Гугерхейд         |                      | Bf 109E |
| 29 травня — 4 червня 1940         | / Гент/Сен-Дені   |                      | Bf 109E |
| 4 — 8 червня 1940                 | Сент-Омер         | Jafü 2               | Bf 109E |
| 8 — 13 червня 1940                | Естре-ле-Кресі    |                      | Bf 109E |
| 13 — 17 червня 1940               | Боос              |                      | Bf 109E |
| 17 — 22 червня 1940               | Вузьє             |                      | Bf 109E |
| 22 — 24 червня 1940               | Сент-Омер/Візерн  |                      | Bf 109E |
| 24 червня — 2 липня 1940          | Сент-Омер/Арк     |                      | Bf 109E |